# Буран (бронеавтомобиль)
Буран — российский многоцелевой легкобронированный бронеавтомобиль, разработанный предприятием «Рида» (ранее «Нижегородское авиационное общество»). Ключевой особенностью бронеавтомобиля является модульная конструкция бронекорпуса.

## Описание
Основой семейства является шасси «Буран CC» (Chassic Cab — «Шасси и кабина»). Это полноприводный рамный двухосный автомобиль, созданный на основе коммерческого грузовика ГАЗ-3308 «Садко» с дизельным двигателем ЯМЗ-534 мощностью 210 лошадиных сил, также по желанию заказчика устанавливается либо автоматическая, либо механическая коробка передач. Мосты оснащены рессорной подвеской, а пулестойкое колесо позволяет проехать 50 км со спущенной шиной. Корпус и остекление бронеавтомобиля защищают от винтовочных пуль и осколков, а экипаж защищен от подрыва 600 гр тротила. Грузоподъемность автомобиля без модуля составляет 4 тонны. «Буран» способен преодолевать водные преграды глубиной 1,2 метра благодаря шноркелю. Автомобиль может быть как леворульным, так и праворульным. Бронирование имеет класс STANAG 2.

## Модульная нагрузка
На «Буран» доступны к установке 7 модулей, включая пассажирские, грузовые и комбинированные. Пассажирские модули позволяют перевозить от 5 до 10 человек в кузове, также существует VIP-модификация с повышенным комфортом. Модуль-фургон AMEV позволяет превратить «Буран» в санитарный грузовик с местами для 4 носилок и двух пассажиров. Модуль cargo делает из бронеавтомобиля грузовик с нагрузкой в 10 тонн. Бронеавтомобиль может поставляться заказчику с несколькими модулями.

## Операторы
- Россия — бронеавтомобили «Буран» модификации АРС-6 были замечены на вооружении 141-го специального моторизованного полка в ходе битвы за Мариуполь[7].
- Беларусь — производятся в различных модификациях под названием «Asilak» с 2019 года[8]. Используется как платформа для РСЗО «Флейта».
- Армения — производятся в различных модификациях под названием «Лусан» (арм. լուսան — Рысь) на Чаренцаванском станкостроительном заводе с 2021 года[9].
- Украина — как минимум 1 единица была захвачена ВСУ.

## Галерея

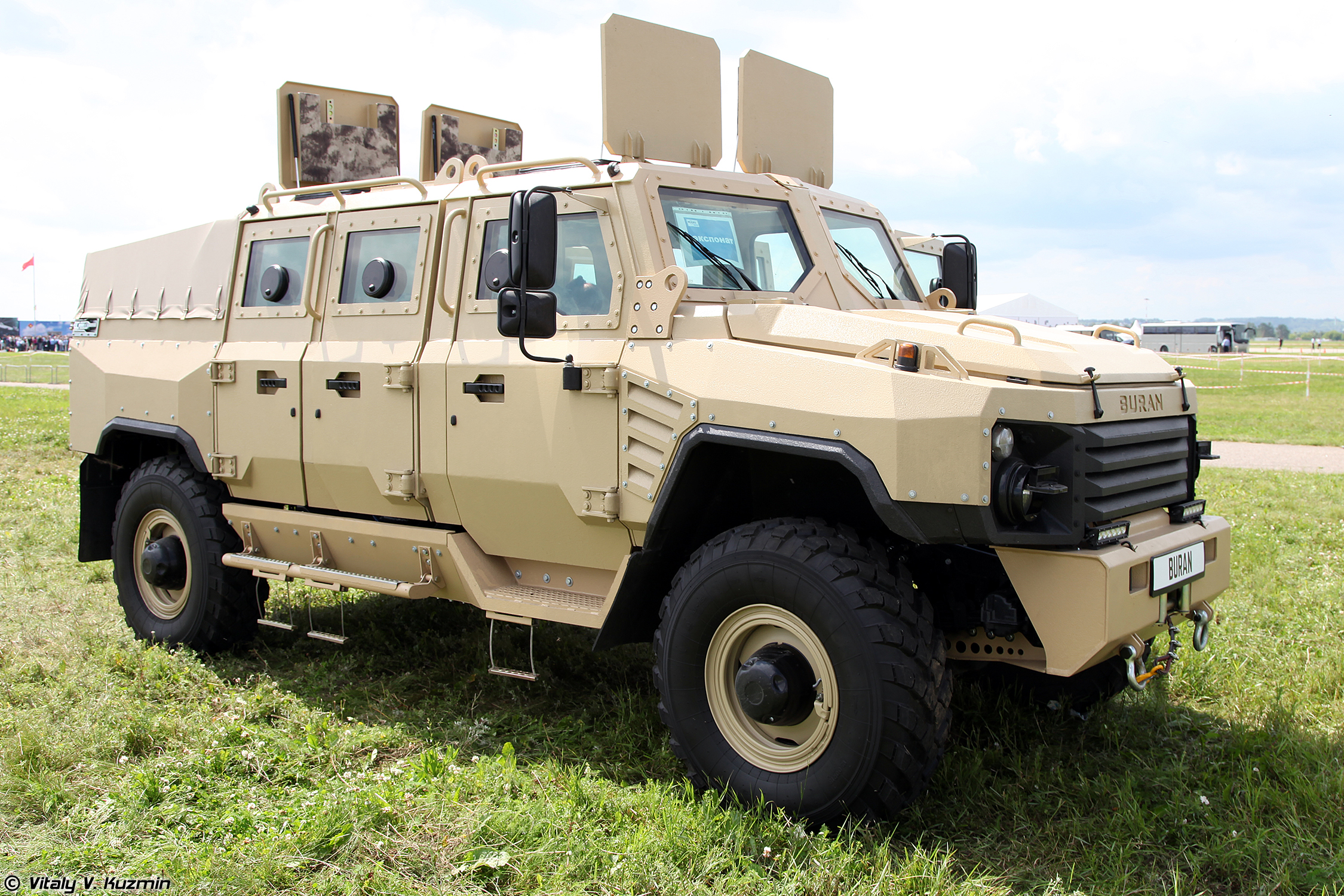
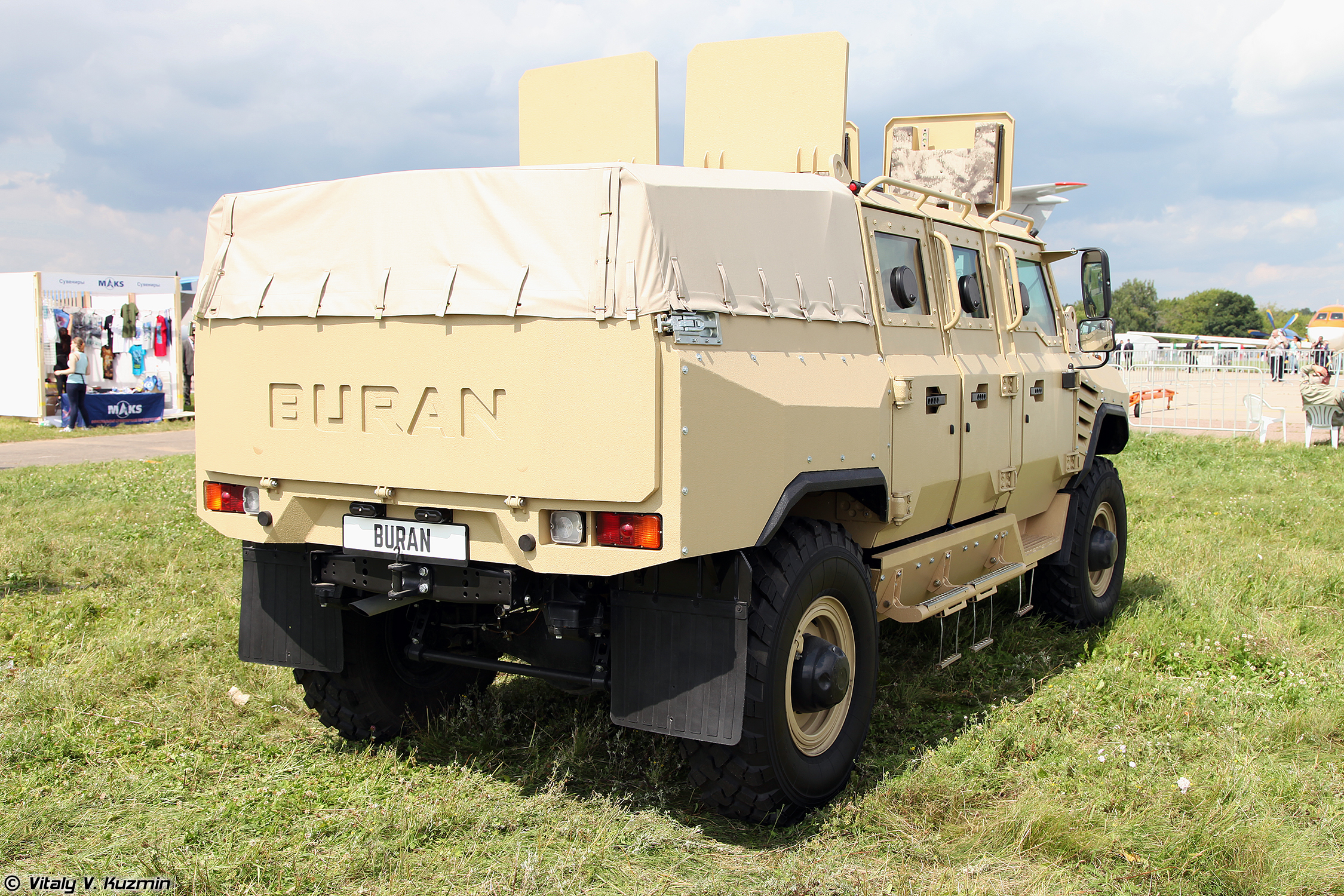
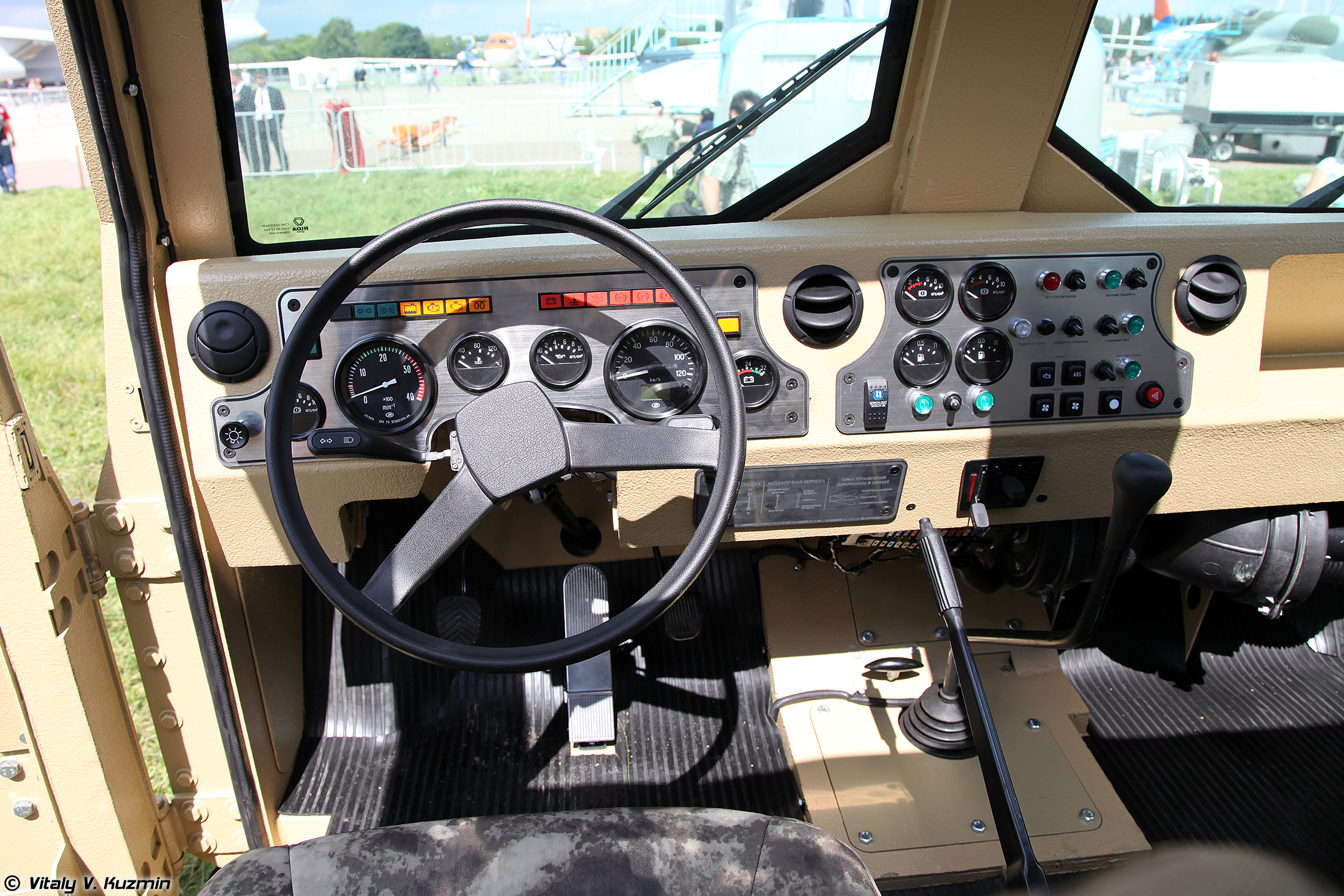
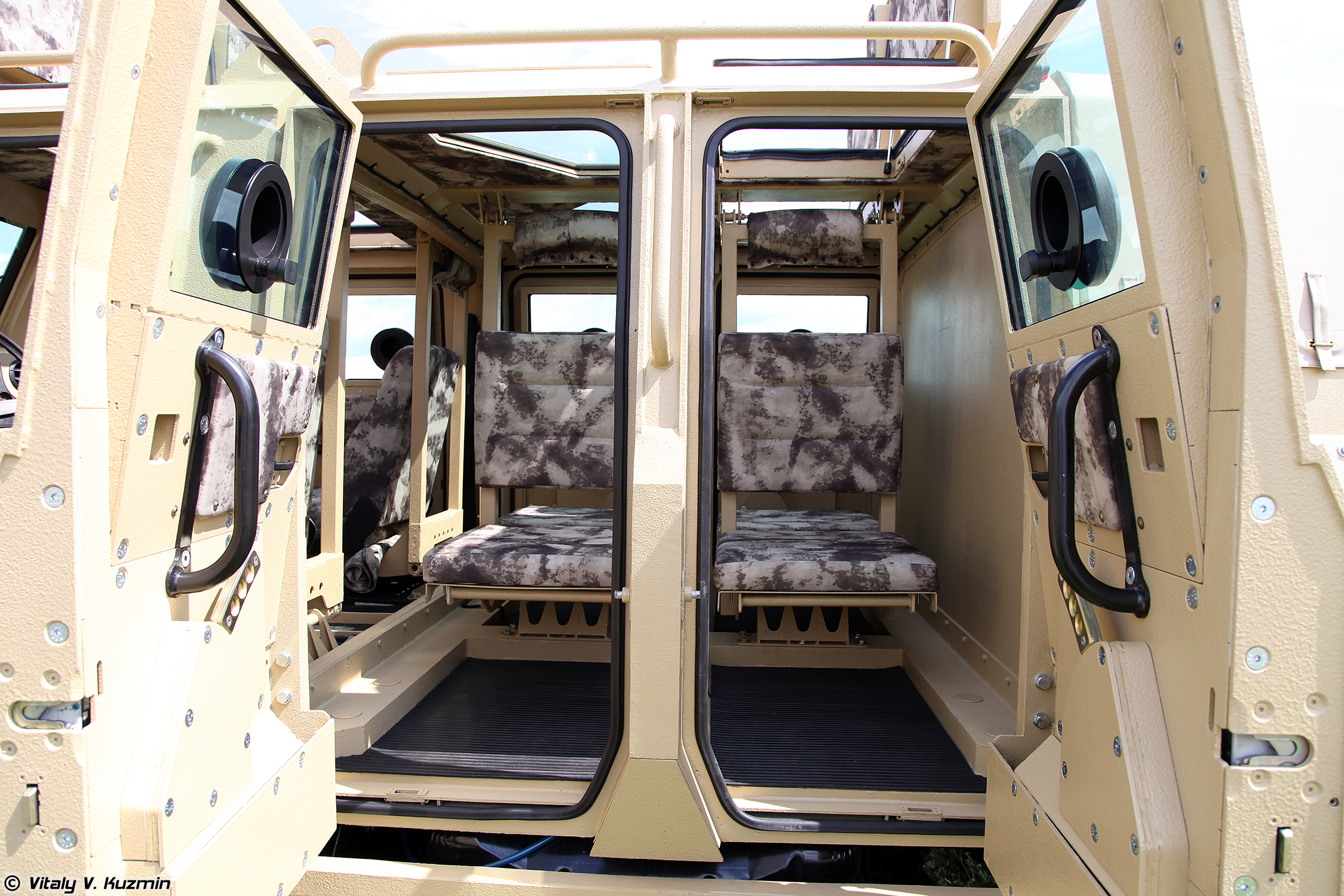